# Ingrisma jakli
Ingrisma jakli är en skalbaggsart som beskrevs av Krajcik 2007. Ingrisma jakli ingår i släktet Ingrisma och familjen Cetoniidae. Inga underarter finns listade i Catalogue of Life.